# Rezzo Schlauch
Rezzo Schlauch (* 4. Oktober 1947 in Gerabronn) ist ein ehemaliger deutscher Politiker (Bündnis 90/Die Grünen) und Lobbyist. Er war von 1984 bis 1994 Mitglied des Landtages von Baden-Württemberg und anschließend von 1994 bis 2005 Mitglied des Deutschen Bundestages. Von 1998 bis 2002 war er Co-Vorsitzender der Bundestagsfraktion von Bündnis 90/Die Grünen und von 2002 bis 2005 Parlamentarischer Staatssekretär beim Bundesminister für Wirtschaft und Arbeit. 2005 zog er sich aus der Politik zurück.

## Jugend, Ausbildung und Beruf
Schlauch wuchs im hohenlohischen Bächlingen auf. Sein Vater Rudolf Schlauch (1909–1971) war dort Pfarrer und wurde als Historiker, Volkskundler und Autor heimatkundlicher Schriften bekannt. Seine Mutter war Ingaruth Schlauch. Rezzo Schlauch wurde nach dem Ritter Rezzo von Bächlingen aus dem 13. Jahrhundert benannt, der in der Bächlinger Kirche begraben ist. Schlauch besuchte von 1954 bis 1958 die Grundschule in Bächlingen und anschließend bis zum Abitur das Gymnasium in Künzelsau.
Nach dem Abitur 1966 begann Schlauch ein Studium der Rechtswissenschaft in Freiburg im Breisgau und Heidelberg, welches er 1972 mit dem ersten und 1975 in Berlin mit dem zweiten juristischen Staatsexamen abschloss. Er ist seitdem selbständiger Rechtsanwalt. Während seiner Studienzeit war er Mitglied der Burschenschaft Saxo-Silesia Freiburg.

## Politische Tätigkeit
Schlauch ist seit 1980 Mitglied in der Partei Bündnis 90/Die Grünen. Von 1982 bis 1984 war er Beisitzer im Landesvorstand der Grünen in Baden-Württemberg. Von 1984 bis zu seiner Wahl in den Deutschen Bundestag 1994 war er Mitglied des Landtages von Baden-Württemberg. Hier war er von 1990 bis 1992 Vorsitzender der Landtagsfraktion der Grünen. Für ihn rückte Ivo Krieg in den Landtag nach. 1994 wurde Schlauch Mitglied des Bundestages. Von 1998 bis 2002 war er gemeinsam mit Kerstin Müller Vorsitzender der Bundestagsfraktion Bündnis 90/Die Grünen.
Bei den Wahlen zum Amt des Oberbürgermeisters von Stuttgart 1996 unterlag Schlauch nur knapp gegen Wolfgang Schuster (CDU). Im zweiten Wahlgang bekam Schuster 43,1 % der Stimmen, Schlauch erreichte 39,3 %.
Bereits sechs Jahre zuvor hatte Schlauch gegen Manfred Rommel in Stuttgart 20,7 % und 1982 bei der Oberbürgermeisterwahl in Crailsheim 12 % der Stimmen erzielt.
Im August 2002 kam Schlauch negativ in die Presse, als bekannt wurde, dass er dienstlich erworbene Flugmeilen für einen Urlaub genutzt hatte. Für das gleiche Vergehen hatte er davor Cem Özdemir gescholten. Er versuchte vergeblich, die Affäre zu vertuschen, und musste von der Parteiführung und den Medien Kritik einstecken.
Im Oktober 2002 wurde Schlauch zum Parlamentarischen Staatssekretär beim Bundesminister für Wirtschaft und Arbeit Wolfgang Clement ernannt. Er war außerdem Mittelstandsbeauftragter der Bundesregierung.

## Rückzug aus der Politik und Wechsel in die Wirtschaft
Bei der Bundestagswahl 2005 trat Schlauch nicht wieder an, sondern nahm seine Tätigkeit als Anwalt wieder auf. Seit Dezember 2005 kooperiert Schlauch mit der Münchener Kanzlei Mayer & Kambli. Zudem wurde er Mitglied im Beirat der Energie Baden-Württemberg (EnBW), einem der größten Energieversorgungsunternehmen und Kernkraftwerksbetreiber Deutschlands. Nach dem Engagement bei EnBW war Schlauch als Berater bei dem Gasunternehmen Goldgas tätig, später im dreiköpfigen Beirat. Weiterhin war Schlauch von 2006 bis 2008 Aufsichtsratsvorsitzender bei der Leipziger sprd.net AG, der Betreiberin von Spreadshirt. Seit Januar 2008 ist er nur noch einfaches Aufsichtsratsmitglied. Im September 2011 berichtete das Handelsblatt, dass Schlauch zwischen 2008 und 2009 vergeblich versucht habe, Milliardengeschäfte mit dem Stromanbieter Teldafax zu tätigen. Dabei ging es um den Handel mit Schweröl, Flüssiggas und südafrikanischem Zement. Zudem sitzt Schlauch im Aufsichtsrat der MDH AG, einem Anbieter von chinesischen Zahnersatzprodukten.
Seit März 2012 ist Schlauch Senior Adviser der Investment Support and Promotion Agency of Turkey (ISPAT). Ein für Ende 2016 von ihm angekündigtes Ende seiner Tätigkeit für die Behörde wurde im Mai 2017 von der ISPAT dementiert.
Von Herbst 2014 bis Herbst 2018 war Schlauch Rektor der Media Akademie – Hochschule Stuttgart, einer neuen Hochschule für Animation-, Game- und Industrial-Design in Stuttgart.
Seit Sommer 2015 ist Schlauch Honorarkonsul von Albanien. Er ist zudem im Verwaltungsrat der albanischen American Bank of Investments.
2021 verteidigte Schlauch den grünen Oberbürgermeister von Tübingen, Boris Palmer, in einem parteiinternen Verfahren, wo Palmer zu diesem Zeitpunkt ein Parteiausschlussverfahren wegen Rassismus-Vorwürfen drohte.
Im März und April 2023 war Rezzo Schlauch gemeinsam mit Matthias Platzeck als Leiter eines Schlichtungsverfahrens zwischen der GDL auf der einen sowie der SWEG und der Tochtergesellschaft SBS auf der anderen Seite beteiligt. Das Schlichtungsverfahren wurde am 3. April 2023 erfolgreich beendet.
Schlauch war bis März 2023 Aufsichtsratsvorsitzender der curadium AG, eines Betreibers von Ergo- und Physiotherapiepraxen.

## Privates
Schlauch lebt seit 1999 mit der albanischen Schauspielerin Ema Ndoja zusammen. Das Paar heiratete am 23. Dezember 2003 in Las Vegas. Er war zwölf Jahre lang (bis 2018) mit der Tübinger Notärztin Lisa Federle liiert. Er lebt im Stuttgarter Stadtteil Rohr.

## Ehrungen und Auszeichnungen
2006 erhielt Schlauch die Verdienstmedaille des Landes Baden-Württemberg.